# Avilley
Avilley est une commune française située dans le département du Doubs, la région culturelle et historique de Franche-Comté et la région administrative Bourgogne-Franche-Comté.

## Géographie
Point le moins élevé du canton de Rougemont, la vallée de l'Ognon et la plaine du ruisseau de Tallans se partagent l'essentiel du territoire.

### Climat
Pour des articles plus généraux, voir Climat de la Bourgogne-Franche-Comté et Climat du Doubs.
En 2010, le climat de la commune est de type climat de montagne, selon une étude du Centre national de la recherche scientifique s'appuyant sur une série de données couvrant la période 1971-2000. En 2020, Météo-France publie une typologie des climats de la France métropolitaine dans laquelle la commune est exposée à un climat semi-continental et est dans une zone de transition entre les régions climatiques « Lorraine, plateau de Langres, Morvan » et « Jura ».
Pour la période 1971-2000, la température annuelle moyenne est de 10,6 °C, avec une amplitude thermique annuelle de 17,5 °C. Le cumul annuel moyen de précipitations est de 1 137 mm, avec 13,2 jours de précipitations en janvier et 10,1 jours en juillet. Pour la période 1991-2020, la température moyenne annuelle observée sur la station météorologique de Météo-France la plus proche, « Pouligney », sur la commune de Pouligney-Lusans à 12 km à vol d'oiseau, est de 10,9 °C et le cumul annuel moyen de précipitations est de 1 214,6 mm. 
La température maximale relevée sur cette station est de 40 °C, atteinte le 25 juillet 2019 ; la température minimale est de −23 °C, atteinte le 20 décembre 2009,,.
Les paramètres climatiques de la commune ont été estimés pour le milieu du siècle (2041-2070) selon différents scénarios d'émission de gaz à effet de serre à partir des nouvelles projections climatiques de référence DRIAS-2020. Ils sont consultables sur un site dédié publié par Météo-France en novembre 2022.

## Urbanisme

### Typologie
Au 1er janvier 2024, Avilley est catégorisée commune rurale à habitat dispersé, selon la nouvelle grille communale de densité à 7 niveaux définie par l'Insee en 2022.
Elle est située hors unité urbaine. Par ailleurs la commune fait partie de l'aire d'attraction de Besançon, dont elle est une commune de la couronne,. Cette aire, qui regroupe 310 communes, est catégorisée dans les aires de 200 000 à moins de 700 000 habitants,.

### Occupation des sols
L'occupation des sols de la commune, telle qu'elle ressort de la base de données européenne d’occupation biophysique des sols Corine Land Cover (CLC), est marquée par l'importance des territoires agricoles (60,6 % en 2018), en diminution par rapport à 1990 (69 %). La répartition détaillée en 2018 est la suivante : 
forêts (39,4 %), terres arables (24,4 %), prairies (22,3 %), zones agricoles hétérogènes (13,9 %). L'évolution de l’occupation des sols de la commune et de ses infrastructures peut être observée sur les différentes représentations cartographiques du territoire : la carte de Cassini (XVIIIe siècle), la carte d'état-major (1820-1866) et les cartes ou photos aériennes de l'IGN pour la période actuelle (1950 à aujourd'hui).

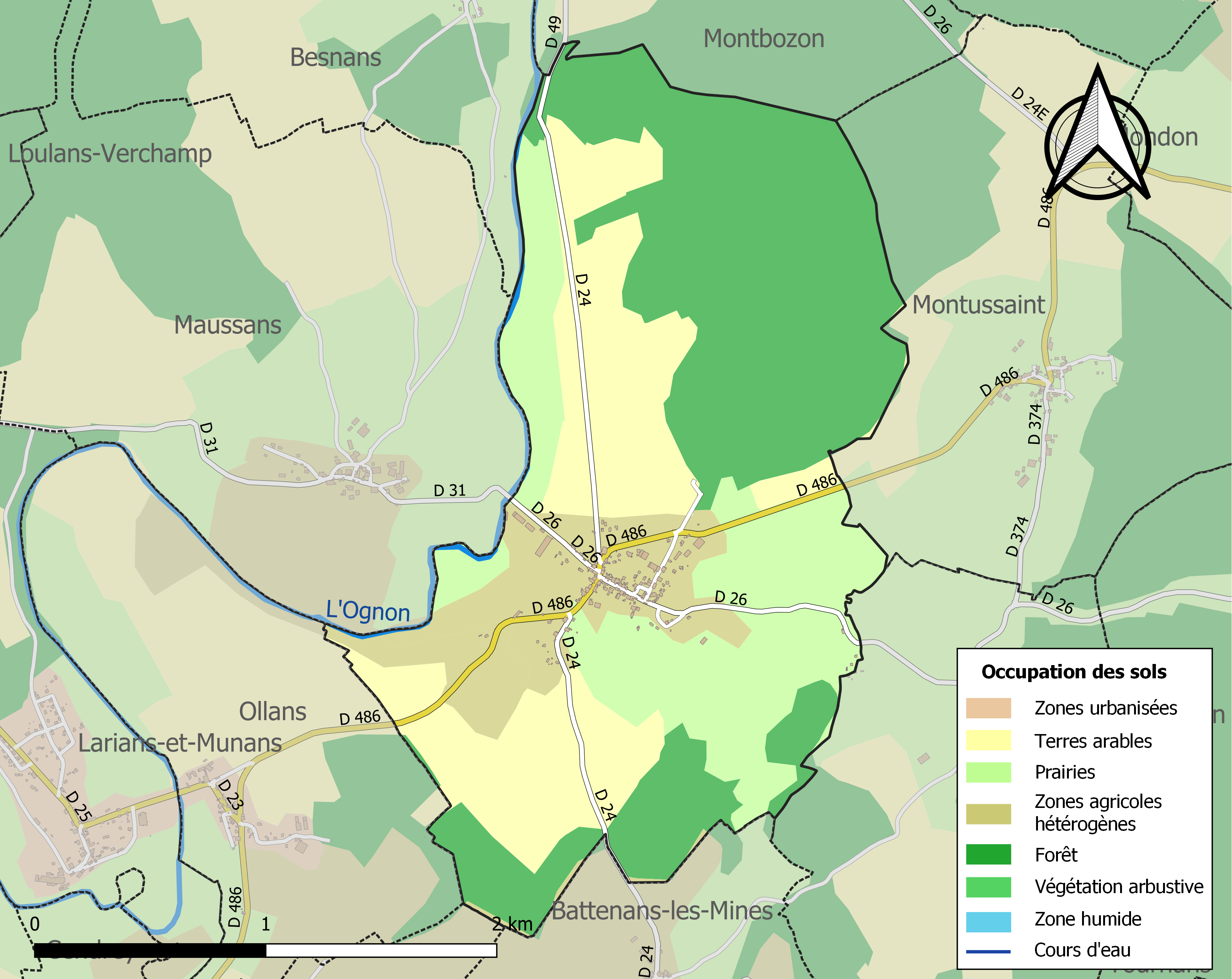
Carte des infrastructures et de l'occupation des sols de la commune en 2018 (CLC).

## Toponymie
Arevillers en 1150 ; Adrict Villa en 1159 ; Avilley en 1174 ; Arviller en 1366.

## Politique et administration
| Période                                  | Période                     | Identité                                       | Étiquette | Qualité         |
| ---------------------------------------- | --------------------------- | ---------------------------------------------- | --------- | --------------- |
| 1995                                     |                             | Paul Seguin                                    |           |                 |
| mars 2001                                | mars 2014                   | Jean Grivet                                    |           |                 |
| mars 2014                                | En cours (au 1er juin 2020) | Phillipe Januel Réélu pour le mandat 2020-2026 | SE        | Cadre supérieur |
| Les données manquantes sont à compléter. |                             |                                                |           |                 |

## Démographie
L'évolution du nombre d'habitants est connue à travers les recensements de la population effectués dans la commune depuis 1793. Pour les communes de moins de 10 000 habitants, une enquête de recensement portant sur toute la population est réalisée tous les cinq ans, les populations de référence des années intermédiaires étant quant à elles estimées par interpolation ou extrapolation. Pour la commune, le premier recensement exhaustif entrant dans le cadre du nouveau dispositif a été réalisé en 2007.

En 2022, la commune comptait 153 habitants, en évolution de −7,83 % par rapport à 2016 (Doubs : +1,88 %, France hors Mayotte : +2,11 %).
| 1793 | 1800 | 1806 | 1821 | 1831 | 1836 | 1841 | 1846 | 1851 |
| ---- | ---- | ---- | ---- | ---- | ---- | ---- | ---- | ---- |
| 260  | 266  | 302  | 383  | 470  | 447  | 452  | 403  | 400  |

| 1856 | 1861 | 1866 | 1872 | 1876 | 1881 | 1886 | 1891 | 1896 |
| ---- | ---- | ---- | ---- | ---- | ---- | ---- | ---- | ---- |
| 350  | 363  | 379  | 349  | 292  | 321  | 318  | 304  | 302  |

| 1901 | 1906 | 1911 | 1921 | 1926 | 1931 | 1936 | 1946 | 1954 |
| ---- | ---- | ---- | ---- | ---- | ---- | ---- | ---- | ---- |
| 297  | 283  | 287  | 247  | 212  | 199  | 175  | 189  | 168  |

| 1962 | 1968 | 1975 | 1982 | 1990 | 1999 | 2006 | 2007 | 2012 |
| ---- | ---- | ---- | ---- | ---- | ---- | ---- | ---- | ---- |
| 128  | 165  | 134  | 139  | 114  | 135  | 166  | 170  | 170  |

| 2017 | 2022 | - | - | - | - | - | - | - |
| ---- | ---- | - | - | - | - | - | - | - |
| 163  | 153  | - | - | - | - | - | - | - |

## Culture locale et patrimoine

### Lieux et monuments
- L'église Saint-Symphorien qui possède plusieurs éléments recensés dans la base Palissy : autel, retables, chaire à prêcher, cloche.
- Le vieux pont (dit pont romain) sur le ruisseau de Tallans.
- La fontaine-lavoir restauré en 2021.
- la vallée de l'Ognon avec le barrage de l'ancien moulin et le pont vers Maussans.

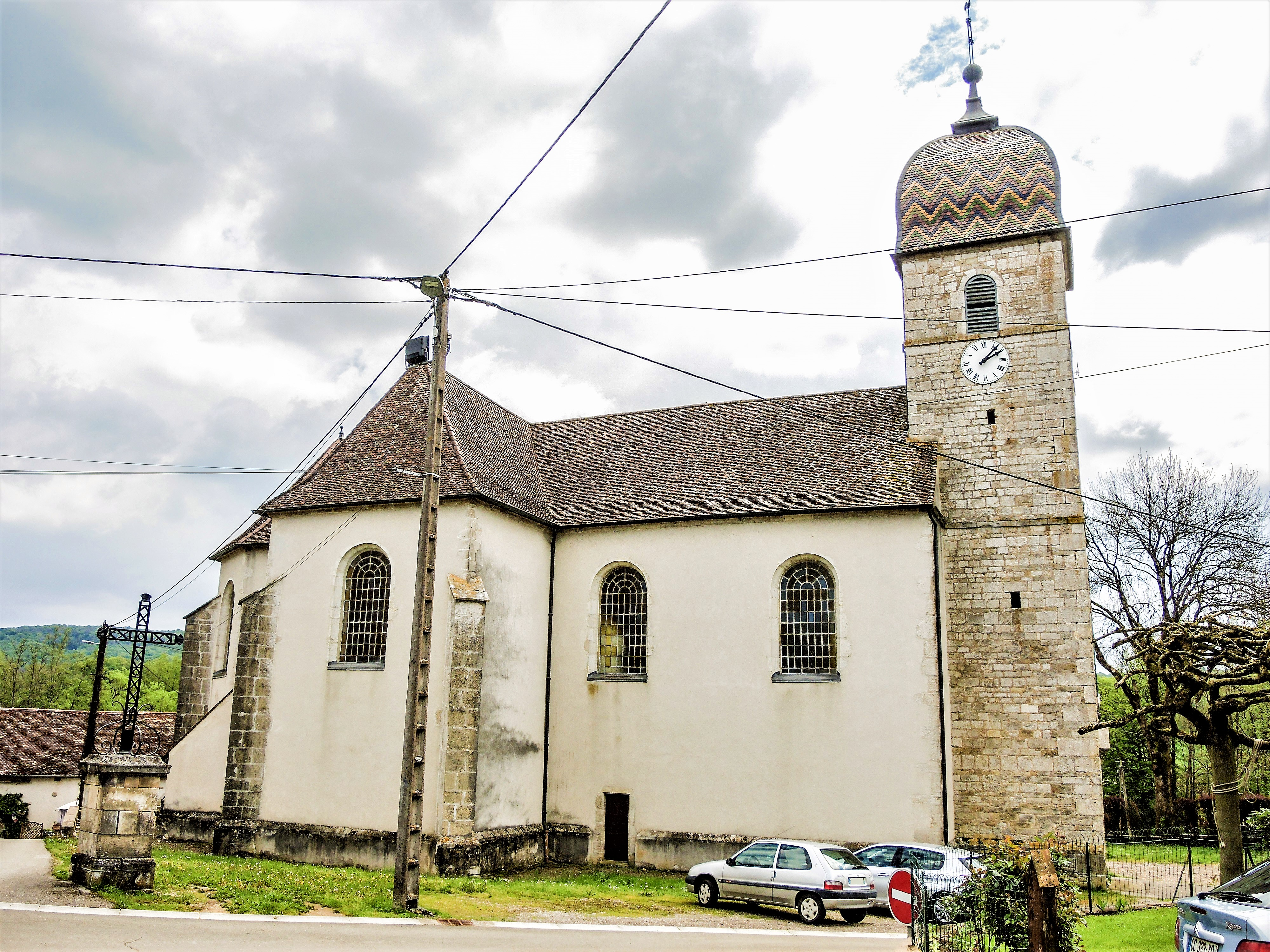
L'église Saint-Symphorien.
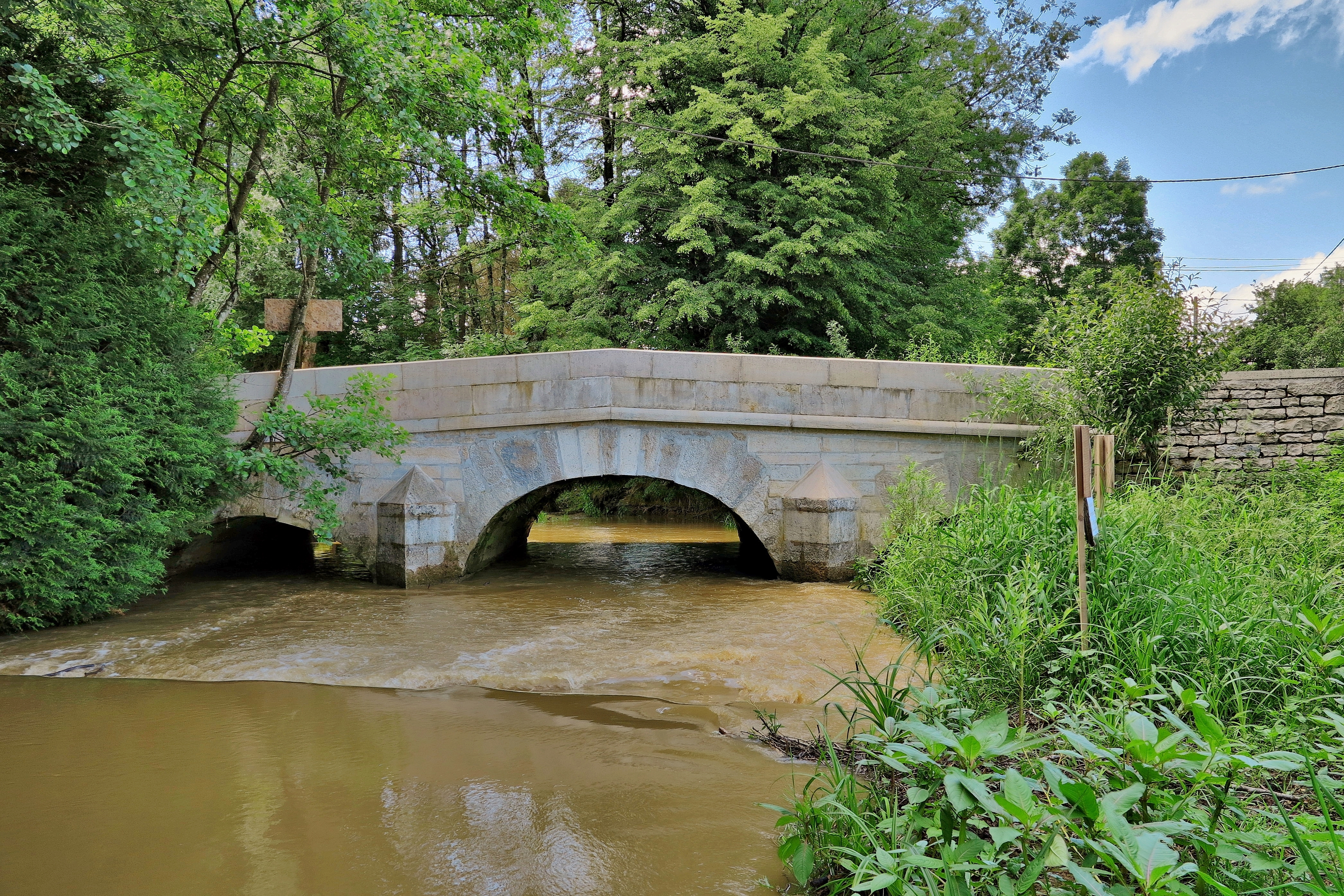
Le vieux pont sur le ruisseau de Tallans.
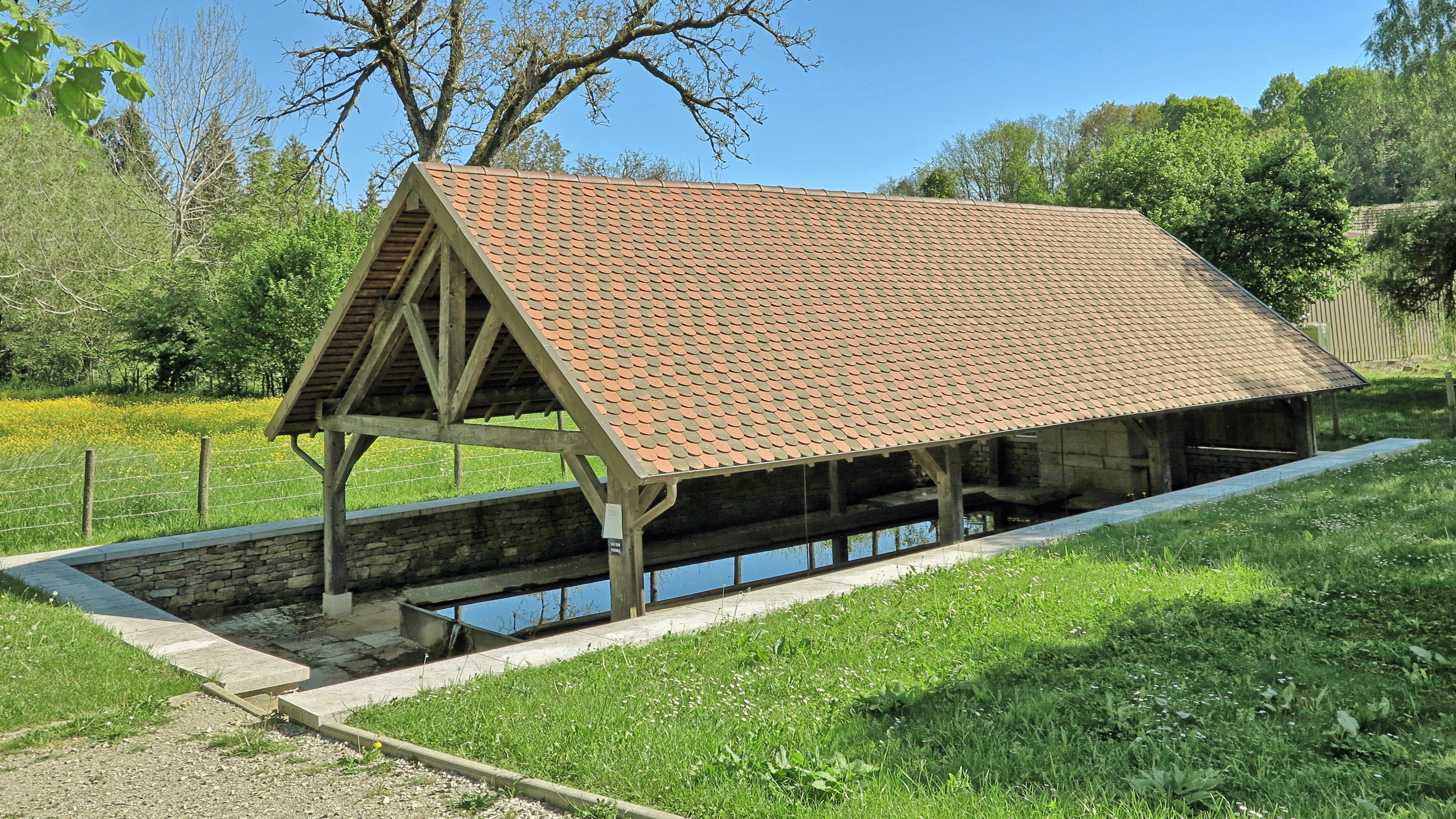
Le lavoir restauré.
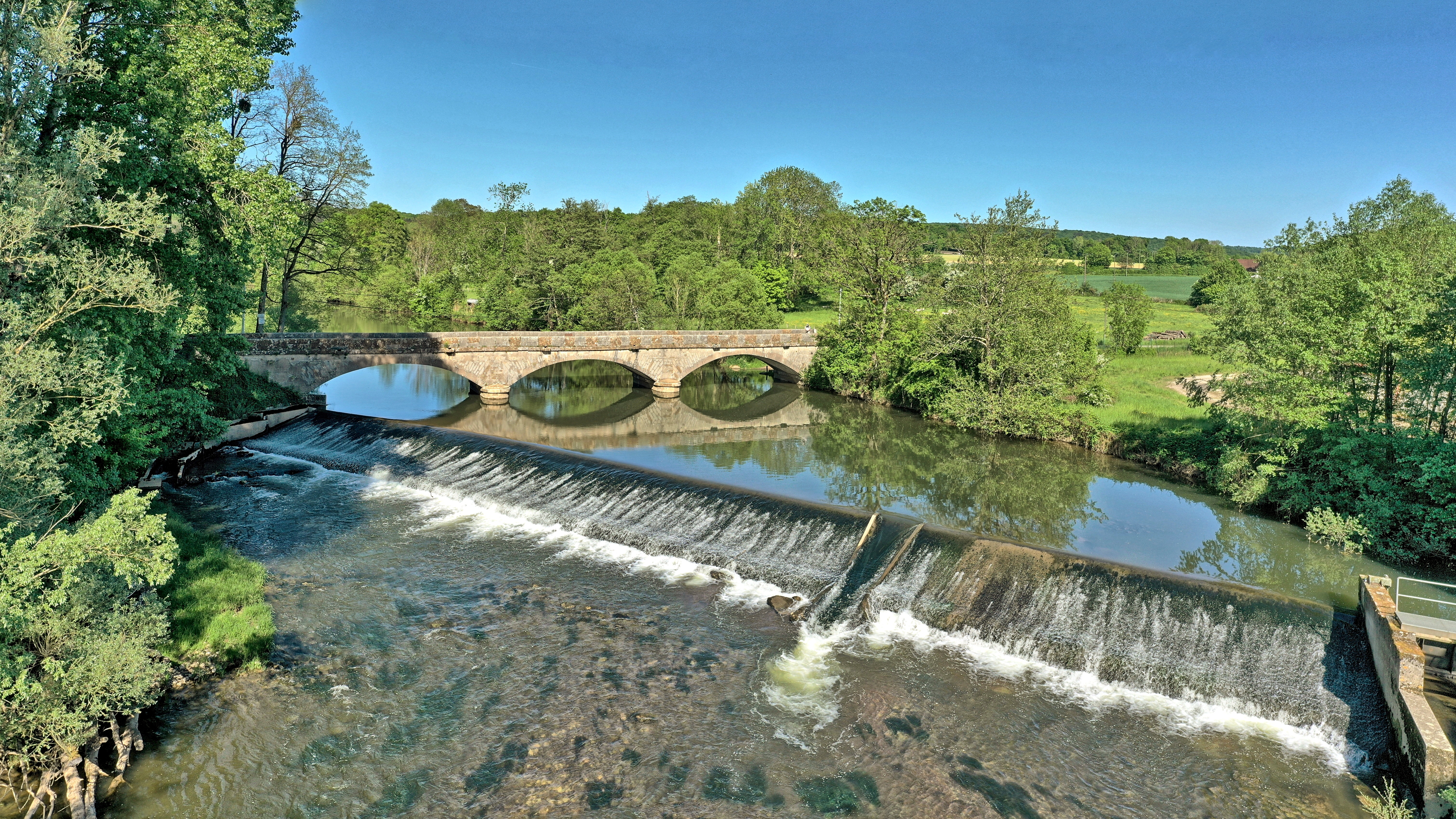
Le barrage et le pont sur l'Ognon.

### Personnalités liées à la commune
- - Camille Léon DUFFET  (1880-1968)  Général de division, Grand officier de la légion d'honneur, originaire de Plaimbois vennes, Marié à Cécile Bergerot, habitante d'Avilley. Il y habita entre ces différentes garnisons d'affectations, et après la défaite de 1940 jusqu'en  1959. Commandant de la place de Lyon avant la guerre 39/40, Il commandera la 18eme division d'infanterie jusqu'à sa dissolution le 18 mai 1940.
- Henri Tibi (1930-2013) : chanteur, sociétaire de la scène de rue Bisontine. Il vivait à Avilley.

## Héraldique
| Blason de Avilley | Blason  | Coupé d'argent à trois pals de gueules, et du même plain. |
| Blason de Avilley | Détails | Le statut officiel du blason reste à déterminer.          |